# Ansgarkirken
 For alternative betydninger, se Ansgars Kirke. (Se også artikler, som begynder med Ansgars Kirke)
Ansgarkirken er kirken i Hedehusene Sogn. Den ligger tæt ved Hedehusene Station i Høje-Taastrup Kommune i en satellitby til Hovedstadsområdet.
Skib og apsis blev opført i 1921 ved arkitekt Fredrik Appel. 1940 fik kirken tilføjet et tårn med blændingsprydede gavle. Ved kirken er opstillet en runesten, Kallerupstenen, som blev fundet i 1827 på en mark i Kallerup. På stenen står: "Hornbores, Svides æts sten." Skriften menes at stamme fra tidlig vikingetid omkring 800.
Kirkerummet var oprindelig ret enkelt udsmykket med en alterbordsforside, der havde tomme felter. På alterbordet stod et krucifiks, skåret 1930 af Hjalte Skovgaard (kunstnerslægten Skovgaard); det opbevares nu i kælderlokalerne. I 1980 blev apsiden udsmykket af Niels Winkel, motivet er påskemorgen. I 2004 gennemgik kirken en større renovering ved arkitektgruppen Nova 5. De oprindelige små vinduer blev udskiftet med større glaspartier, der har fået en struktur med matterede felter. I forbindelse med renoveringen har man opbygget et nyt alter. Desuden er stoleværket blevet udskiftet med løse stole i flere farver. I 2006 har kunsthåndværkeren Thea Bjerg udført nye messehagler til kirken.
Under anden verdenskrig opbevarede den lokale modstandsbevægelse våben på Ansgarkirkens loft.

## Galleri
| - Kirken set mod apsis - Kirken før renoveringen 2004. - Kallerupstenen står ved kirken |

## Eksterne kilder og henvisninger
- Wikimedia Commons har flere filer relateret til Ansgarkirken
- Ansgarkirken Arkiveret 31. januar 2011 hos  Wayback Machine hos NordensKirker.dk
- Ansgarkirken hos KortTilKirken.dk